# Vipers SC
Vipers Sports Club w skrócie Vipers SC, wcześniej znany jako Bunamwaya FC – ugandyjski klub piłkarski grający w pierwszej lidze ugandyjskiej, mający siedzibę w mieście Kitende.

## Sukcesy
- I liga[1]:
  - mistrzostwo (6): 2010, 2015, 2017/2018, 2019/2020, 2021/2022, 2024/25

- Puchar Ugandy[2]:
  - zwycięstwo (2): 2016, 2021
  - finał (4): 2012, 2013, 2018, 2022

- Superpuchar Ugandy[2]:
  - zwycięstwo (1): 2015

## Występy w afrykańskich pucharach
| Sezon     | Rozgrywki           | Runda    | Kraj                          | Klub                   | Dom | Wyjazd | Dwumecz      |
| --------- | ------------------- | -------- | ----------------------------- | ---------------------- | --- | ------ | ------------ |
| 2016      | Liga Mistrzów       | wstępna  | Nigeria                       | Enyimba FC             | 1–0 | 0–2    | 1–2          |
| 2017      | Puchar Konfederacji | wstępna  | Komory                        | Volcan Club de Moroni  | 0–0 | 1–1    | 1–1          |
| 2017      | Puchar Konfederacji | 1        | Południowa Afryka             | Platinum Stars FC      | 1–0 | 1–3    | 2–3          |
| 2018/2019 | Liga Mistrzów       | wstępna  | Sudan                         | Al-Merreikh Omdurman   | 1–0 | 1–2    | 2–2          |
| 2018/2019 | Liga Mistrzów       | 1        | Algieria                      | CS Constantine         | 0–2 | 0–1    | 0–3          |
| 2018/2019 | Puchar Konfederacji | play-off | Tunezja                       | Club Sportif Sfaxien   | 0–0 | 0–3    | 0–3          |
| 2020/2021 | Liga Mistrzów       | wstępna  | Sudan                         | Al-Hilal Omdurman      | 0–1 | 0–1    | 0–2          |
| 2021/2022 | Liga Mistrzów       | 1        | Republika Środkowoafrykańska  | Olympic Real de Bangui | 1–0 | 3–0    | 4–0          |
| 2021/2022 | Liga Mistrzów       | 2        | Demokratyczna Republika Konga | TP Mazembe             | 0–0 | 0–0    | 0–0 (k. 4–2) |
| 2021/2022 | Liga Mistrzów       | gr. C    | Maroko                        | Raja Casablanca        | 1–1 | 0–5    | 1–6          |
| 2021/2022 | Liga Mistrzów       | gr. C    | Gwinea                        | Horoya AC              | 0–0 | 0–2    | 0–2          |
| 2021/2022 | Liga Mistrzów       | gr. C    | Tanzania                      | Simba SC               | 0–1 | 0–1    | 0–2          |

## Stadion
Domowe mecze klub rozgrywa na stadionie o nazwie St. Mary’s Stadium-Kitende w Kitende, który może pomieścić 2000 widzów.

## Reprezentanci kraju grający w klubie od 2012
Stan na kwiecień 2023.
| - Lumala Abdu - James Alitho - Ivan Asaba - Shafiq Bakaki - Juma Balinya - Richard Basangwa - Deus Bukenya - Bobosi Byaruhanga - Saddam Juma - Murushid Juuko - Disan Galiwango - Milton Karisa - Davis Kasirye - Allan Kayiwa - Vincent Kayizzi - Aziz Kayondo - Hamisi Kiiza - Robert Kimuli - Ibrahim Kiyemba - Keziron Kizito - Jack Komakech - Allan Kyambadde - Alfred Leku - Halid Lwaliwa - Taddeo Lwanga - Aggrey Madoi - Tom Masiko - Faruku Miya - Joseph Mpande - Paul Mucureezi - Yusuf Mukisa - Hilary Panuel Mukundane - Steven Mukwala - Livingstone Mulondo - Mike Mutyaba | - Martin Muwanga - Hamza Muwonge - Abraham Ndugwa - Brian Nkuubi - Tonny Odur - Ceasar Okhuti - Ibrahim Orit - Erisa Sekisambu - Siraje Sentamu - Yunus Sentamu - Muhammad Shaban - Edward Ssali - John Ssemazzi - Mike Sserumagga - Dan Sserunkuma - Simon Sserunkuma - Nicholas Wadada - William Wadri - Innocent Wafula - Moses Waiswa - Godfrey Walusimbi - Geofrey Wasswa - Karim Watambala - Ismail Watenga - Paul Willa - Nelito - Fabien Mutombora - Seif Ndizeye - Karim Nizigiyimana - Noah Wafula - Lobi Manzoki - Jamil Kalisa - Dhata Joseph - Tito Okello - Rashid Toha |